# A Guide to Recognizing Your Saints
A Guide to Recognizing Your Saints (BR: Santos e Demônios) é um filme americano de 2006 que tem como elenco Robert Downey, Jr., Channing Tatum, Rosario Dawson e Shia LaBeouf. O filme foi baseado em um memorial de 2001 de mesmo nome feito pelo escritor e músico Dito Montiel, que descreve a sua juventude em Astoria, Nova York durante a década de 1980.
Montiel também escreveu e dirigiu a adaptação a filme, que foi lançado nos Estados Unidos em 2006, no Reino Unido em 21 de março de 2007 e na Itália no dia 9 de março do mesmo ano. A versão em DVD do filme foi lançada em 20 de fevereiro de 2007 nos Estados Unidos.
O filme é parcialmente ambientado no presente, boa parte sendo composta por flashbacks dos anos 1980. Estas últimas foram filmadas com uma câmera instável e tomadas curtas.

## Banda Sonora
- "Native New Yorker" (de Denny Randell e Sally Linzer): com Odyssey.
- "Welcome Back" (de John Sebastian) : com John Sebastian.
- "Baby Come Back" (de Peter Beckett e J.C. Crowley): Player
- "Don't Go Breaking My Heart" (Ann Orson, Carte Blanche): com Elton John & Kiki Dee.
- "My Maria" (de Daniel Moore, Louis C. Stevenson): com B.W. Stevenson
- "Moments in Love" (de Trevor Horn, Anne Dudley, Jonathan Jeczelik, Gary Langan, Paul Morley): com The Art of Noise
- "Trouble" (de Yusuf Islam): com Cat Stevens.
- "Rock & Roll" (de Lou Reed): com Lou Reed.
- "A Sunny Stroll" (de Jake Pushinsky): com David Wittman.
- "An Evening under the Tracks" (de Daniel Hulsizer): com Daniel Hulsizer.
- "Brother Louie" (de Errol Brown e Anthony Wilson): com Stories.
- "Baker Street" (de Gerry Rafferty): com Gerry Rafferty.
- "New York Groove" (de Russell Ballard): com a banda KISS.